# Amhara
Amhara (amh. አማራ) – jeden z dziewięciu regionów administracyjnych (tzw. kilochów) Etiopii, główna siedziba ludu Amharów. 
Amhara położona jest w północno-zachodniej i środkowej części Etiopii, sąsiaduje z regionami: Tigraj na północy, Afar na wschodzie, Oromia na południu, Beniszengul-Gumaz na południowym zachodzie i z Sudanem na zachodzie. Zajmuje powierzchnię 170 752 km². Stolicą regionu jest Bahyr Dar.
85% mieszkańców zajmuje się rolnictwem. Amhara jest jednym z głównych rejonów uprawy teffu – trawy abisyńskiej. Uprawia się tu także jęczmień, pszenicę, fasolę i sorgo. Z roślin przemysłowych natomiast: sezam, słoneczniki i trzcinę cukrową.
Według danych z 2005 r. region zamieszkuje 19 120 000 mieszkańców, z czego tylko 11,5% stanowią mieszkańcy miast. Gęstość zaludnienia wynosi 120,12 osoby/km². Większość ludności należy do Etiopskiego Kościoła Ortodoksyjnego (81,5%), muzułmanie stanowią 18% mieszkańców. Z ważniejszych mniejszości etnicznych znajdują się tu ludy: Oromo (3%), Agaw/Awi (2,7%), Qemant (1,2%), i Agaw/Kamyr (1%).
Znajduje się tu największy zbiornik wodny w całym kraju – jezioro Tana, oraz Park Narodowy Gór Semien z najwyższym szczytem górskim w Etiopii – Ras Daszan.

Szarym kolorem zaznaczono tereny kontrolowane przez Fano w czasie wojny w Amarze

Na terenie Amhary od 2023 roku toczy się konflikt pomiędzy rządem Etiopii a amharskimi zbrojnymi milicjami Fano, które wcześniej wspierały rząd w czasie konfliktu w Tigraju.